# Jantikowo
Jantikowo (ros. Янтиково, czuwas. Тăвай) – wieś (ros. село, trb. sieło) w należącej do Rosji autonomicznej republice Czuwaszji.
Miejscowość liczy 3,8 tys. mieszkańców (1999 r.) i jest ośrodkiem administracyjnym rejonu jantikowskiego.